# 原田奈美
原田 奈美（はらだ なみ、1979年12月10日 - ）は、日本の女性声優、声優マネージャー、プロデューサー、実業家。株式会社プライマリーフィールド代表取締役、ソリッド・キューブ初代代表取締役社長。

## 来歴・人物
滋賀県出身。血液型はO型。特技はマッサージ、砲丸投げ。
賢プロダクション付属の養成所であるスクールデュオを経て、スタイルキューブの前身となるスタジオキューブに所属。
ソリッド・キューブの設立時から2023年4月25日に辞任するまで代表取締役社長を務めた。

## 出演作品
太字は主役・準主役

### テレビアニメ
- EAT-MAN'98（ジーナ）

### OVA
- レスキューQ太のかつやく（ネコ先生）

### ゲーム
- バイナリードメイン
- クロヒョウ 龍が如く新章（右京冴子）
- 龍が如く4 伝説を継ぐもの
- スーパーモンキーボール〜ウキウキパーティー大集合〜（アイアイ、ミーミー）
- カオス・ウォーズ（ウルゼル・厳島エミリー）
- タッチでズノー（ずーたん）
- 夏色剣術小町（女学生）
- 東京惑星プラネトキオ（映画館のお姉さん）

### 吹替
- 恐怖の報酬（ローサ・ペギー）
- アマゾン（ロシア語版）（子供）
- シナリオライターは君だ!（作者・エイミー）

### CM
- スーパーモンキーボール〜ウキウキパーティー大集合〜

### ナレーション
- ちゅろすでChu!日本
- セガワールドアリオ札幌
- 東京バス案内2
- セガスタジアム
- ネムー
- 三井住友銀行社員教育用ビデオ
- ネムープレゼントキャンペーン
- 野菜の戦士
- 高校情報科教材「プレゼンテーション編」

### その他
- 戦国ブログ型朗読劇 SAMURAI.com 叢雲-MURAKUMO-（プロデュース、キャスティング）
- フォトカノ（モーションアクター、振付コーディネイト）
- 初音ミク -Project DIVA-extend（モーションアクター、振付コーディネイト）
- 初音ミク -Project DIVA-2nd（モーションアクター、振付コーディネイト）
- 初音ミク -Project DIVA-（モーションアクター、振付コーディネイト）
- 戦国大戦（キャスティング）
- UN-GO第2話挿入歌「ヴァルハラ処女ヶ丘」（モーションアクター、振付コーディネイト）